# 大湯氏
大湯氏（おおゆし）は、日本の氏族。出自は武蔵七党横山党・成田氏の系譜を引く鹿角奈良氏嫡流とされ、現 秋田県鹿角市にあたる陸奥国鹿角郡大湯村の在名により氏とした。

## 歴史
鎌倉中期に鹿角に入部し、室町～戦国期にかけては安東氏や津軽氏と結び、永禄元年（1558年）安東愛季の誘いに応じ名代の大高筑前と見参したり、同8年（1566年）秋田方の廻文に加判を行った一人として名を連ね、戦国後期には他の鹿角郡の領主と同様に南部勢力下にあり、天正17年（1589年）南部信直の比内大館城攻めにはその麾下を務めている。
大湯昌光は、南部信直に仕え、大湯村及び近村2000石を領知し、大湯館城に住して、南部支族の毛馬内氏と縁戚を重ねていたが、天正19年（1591年）の九戸政実の乱では、兄弟相対峙する状況となり、兄の彦六（五兵衛）昌忠は信直麾下の包囲軍の中に、次子四郎左衛門昌次が嫡子四郎左衛門、二男治郎左衛門、三男彦左衛門を伴い、同郷の大里修理大夫親治と共に九戸方の重鎮として荷担したが、大湯城は三戸方の大光寺正親勢の包囲攻撃を受けて落城したため九戸城に遁れたが、九戸城降伏のさい、政実ら主だった首謀者達として集められて栗原郡三迫（宮城県栗原市）で処刑されたが、治郎左衛門、彦左衛門の兄弟は津軽へ落行、後に次(治)郎左衛門は召し出され知行200石を拝領し、彦左衛門は津軽に奉公した。
大湯氏の直系は、五兵衛昌忠の子 多聞之助正邦が正保年間（1644～48年）に死去することに及んで断絶した。

## 系譜
```
参考諸家系圖 　
<<異姓之　>>
大湯氏　
本名

　姓

　　　　　　　　　　　　　大湯五兵衛
　　　　　　　　　　　　　　　昌光
　　　　　　　　┏━━━━━━┻━━━━━┓
　　　　　　　　四郎左衛門　　　　　　　　五兵衛
　　　　　　　　昌次　　　　　　　　　　　昌忠
　　　┏━━━━┻━━━┓　　　　　　　　┃
　　　彦右衛門　　　　　次郎右衛門　　　　多聞之助
　　　昌到　　　　　　　昌吉　　　　　　　正邦
　（津軽出奔）　　（津軽出奔
仕津軽
）
　　　　　　　　　　　　┃
　　　　　　　　　　　
津軽家出仕

　　　　　　　　　　　　昌対

参考諸家系圖・奥南落穂集
```